# Orchard (Iowa)
Orchard é uma cidade localizada no estado americano de Iowa, no Condado de Mitchell.

## Demografia
Segundo o censo americano de 2000, a sua população era de 88 habitantes.
Em 2006, foi estimada uma população de 89, um aumento de 1 (1.1%).

## Geografia
De acordo com o United States Census Bureau tem uma área de
0,2 km², dos quais 0,2 km² cobertos por terra e 0,0 km² cobertos por água. Orchard localiza-se a aproximadamente 336 m acima do nível do mar.

## Localidades na vizinhança
O diagrama seguinte representa as localidades num raio de 20 km ao redor de Orchard.